# (S)-1-フェニルエタノールデヒドロゲナーゼ
(S)-1-フェニルエタノールデヒドロゲナーゼ((S)-1-phenylethanol dehydrogenase)は、次の化学反応を触媒する酵素である。
(S)-1-フェニルエタノール + NAD+ {\displaystyle \rightleftharpoons } アセトフェノン + NADH + H+
この酵素の基質は(S)-1-フェニルエタノールとNAD+で、生成物はアセトフェノン、NADHとH+である。
この酵素は酸化還元酵素に属し、NAD+またはNADP+を受容体として供与体であるCH-OH基に特異的に作用する。組織名は(S)-1-phenylethanol:NAD+ oxidoreductaseで、別名にPEDがある。